# Acerastes sumariensis
Acerastes sumariensis là một loài tò vò trong họ Ichneumonidae.